# Іпсвіч Таун
Іпсвіч Таун (англ. Ipswich Town Football Club) — англійський професійний футбольний клуб з міста Іпсвіч, що у графстві Саффолк, Велика Британія. Матчі проводить на стадіоні «Портмен Роуд», що може вмістити 29 673 глядачі.

## Історія
Вступ
«Іпсвіч Таун», або «Трактористи», як вони відомі інакше, був заснований в 1878 році як аматорський клуб. Їх основними конкурентами є «Норвіч Сіті» і «Колчестер Юнайтед», і матчі проти «Норвіча», зокрема, відомі як «Дербі Східної Англії». Хоча їх домашня арена «Портмен Роуд» є чимось на зразок фортеці клубу, минуло вже майже 20 років з тих пір, як клуб з Саффолка додав останній трофей у свій музей. Завдяки новим інвестиціям, які надійшли до клубу, вболівальники повні оптимізму, що кращі часи не за горами
Аматорський початок
Клуб був створений на зустрічі в Іпсвіч Таун Холл і спочатку був відомий як «Ipswich Association FC». Це було зроблено, щоб клуб не буде плутали з місцевою командою з регбі, відомою як «Іпсвіч Футбол Клаб». Два клуби були об'єднані в 1888 році, регбійна команда була розформована в 1893 році.
У 1907 році клуб вступив в Південну Аматорську лігу, і поступово почав нав'язувати конкуренцію в Лізі. «Іпсвіч» став чемпіоном в сезоні 1921/22, і в підсумку переріс рівень цієї ліги після перемог в чемпіонаті ще тричі в 1930, 1933 і 1934 роках. Це призвело до того, що «Іпсвіч Таун» став засновником і членом Ліги Східних Графств в 1935 році, і вступив у Південну Лігу рік по тому, коли став чемпіоном в першому сезоні. Скотт Данкан керував справами команди з 1937 року.
Після цього тривалого періоду успіхів, клуб отримав змогу приєднатися до Дивізіону 3 (Південь) Футбольної Ліги після закінчення сезону 1937/38. Тим не менше, програма вступу у Лігу була відкладена на наступний сезон у зв'язку з початком війни в 1939 році.
Післявоєнний період

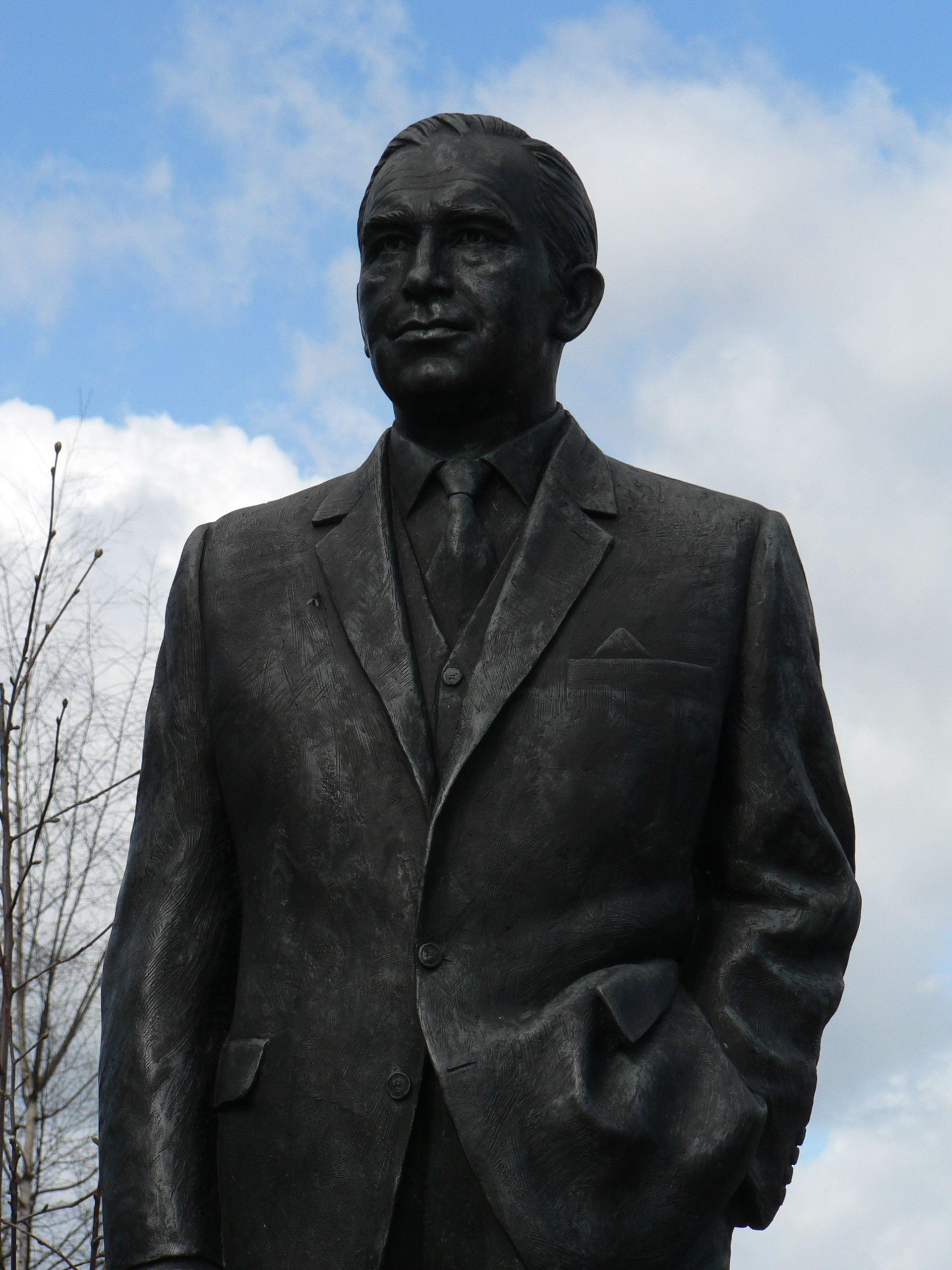
Пам'ятник серу Альфу Ремсі біля «Портмен Роуд»

Із завершенням війни «Іпсвіч» спочатку демонстрував дещо нудний футбол. Але доля клубу скоро змінилася, тому що він виграв Дивізіон 3 (Південь) у сезоні 1953/54. На жаль для «Іпсвіча», їх підвищення виявило ряд слабкостей у обороні, і це призвело до негайного вильоту назад у Дивізіон 3 (Південь) в 1955 році. Данкан залишив свою посаду незабаром після цього, і був замінений Альфом Ремсі.
Незважаючи на забиті клубом рекордні 106 голів у сезоні 1955/56, «Іпсвіч» був не в змозі негайно повернутися у Дивізіон 2. Однак незабаром був створений ще один рекорд клубу, а саме 41 гол у сезоні 1956/57 легендарного нападника Теда Філліпса, і новий статус «Іпсвіч Таун» — чемпіона своєї ліги. Дана подія також означала, що клуб повернувся туди, де він відчував себе по праву — до Дивізіону 2.
Не повторився негайний виліт «Іпсвіча», як було раніше. Замість цього команда виступила блискуче, і отримала звання чемпіона Дивізіону 2 в сезоні 1960/61. У вищій лізі так, ніж коли б то не було, багато хто очікував, що «Трактористи» недовго пробудуть в еліті англійського футболу. Однак, Ремсі і компанія показали, що «Іпсвіч» прийшов не просто щоб замкнути таблицю. Команда відразу виграла Перший Дивізіон в сезоні 1961/62.
Це означало, що за успіх «Іпсвіч» був винагороджений європейським футболом в наступному сезоні. Після пам'ятною перемоги над «Флоріаною» «Трактористи» в кінцевому підсумку були вибиті могутнім «Міланом». Ремсі тоді запропонували роботу головного тренера збірної Англії, і він передбачувано покинув клуб незабаром після цього, в 1963 році.
Життя після Ремсі
Джекі Мілберн зайняв пост головного наступного сезону, але його призначення негативно вплинуло на форму клубу, й «Іпсвіч» вилетів в сезоні 1963/64. Білл Макгаррі був затверджений як новий наставник «Іпсвіча» в 1964 році, сподіваючись швидко стерти спогади про кошмар сезону Джекі Мілберна в клубі.
Макгаррі досягнув стабільності, але нічого більшого за свої перші кілька сезонів як менеджер «Іпсвіча». Однак форма команди неухильно поліпшується, клуб досягнув підвищення до Дивізіону 1 у сезоні 1967/68, після того, як став чемпіоном Дивізіону 2. На успіх Макгаррі неминуче мали звернути увагу інші клуби, і багато з них чинило спроби вести на нього полювання. Пропозиція «Вулвергемптона» була занадто спокусливою для босса «Іпсвіча», і він пішов у 1968 році, замінений Боббі Робсоном в 1969 році.
Роки Боббі Робсона

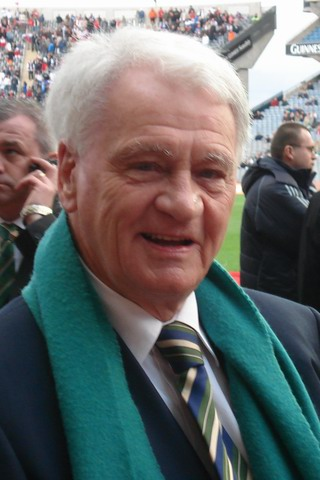
Боббі Робсон

Робсон стійко почав роботу як менеджер «Іпсвіча», і його перший успіх прийшов у 1973 році, коли клуб виграв Кубок Тексако. Це збіглося з респектабельним четвертим місцем у лізі, яке принесло для клубу місце в Кубку УЄФА вперше в історії.
«Іпсвіч» також нав'язував боротьбу у внутрішніх змаганнях — в той час клуб регулярно підіймався на вищі позиції в лізі. Це збіглося з успіхом в Кубку Англії у 1978 році, коли «Іпсвіч» переграв «Арсенал» з рахунком 1:0 у фіналі на «Вемблі».
Наступного сезону також можна було побачити успішний виступ «Іпсвіча» в європейському Кубку володарів кубків, де команда в кінцевому підсумку дійшла до чвертьфіналу. Сезон 1980/81 також виявилося плідним для клубу, який він закінчив у статусі віце-чемпіону, півфіналіста Кубку Англії, а також виграв Кубок УЄФА з шостої спроби. Захоплююча кампанія, в ході якої «Іпсвіч» переграв «Сент-Етьєн» і «Кельн», а у фіналі здолав АЗ Алкмаар 5-4 за сумою двох матчів.
Останній рік Боббі Робсона як менеджера «Іпсвіч Таун» приніс ще один чудовий сезон в історії клубу, який «Іпсвіч» знову закінчив на другому місці в Першому Дивізіоні, а також досяг півфіналу Кубка Футбольної Ліги. Після цього Футбольна Асоціація Англії знову звернула увагу на «Іпсвіч Таун» у своїх пошуках наступного тренера збірної Англії. Робсон прийняв пропозицію ФА, провівши пам'ятні 13 років на «Портмен Роуд».
Неминучий спад
Наступні менеджери «Іпсвіч Таун», безсумнівно, опинилися у важкий час, замінюючи легендарного Боббі Робсона. Інший Боббі, цього разу Боббі Фергюсон, взяв на себе менеджерські обов'язки в «Іпсвічі». На жаль для вболівальників, його період управління був значно менш успішним. Клуб почав тонути у Першому Дивізіоні за кілька років після того, як він зайняв свою посаду, хоча команді вдалося знову досягти Півфіналу Кубка Ліги в сезоні 1984/85.
На жаль, цей проблиск успіху був недовгим, оскільки «Іпсвіч» скоро був змушений повернутися до Дивізіону 2. Це сталося в наступному сезоні. Боббі Фергюсон повернув «Іпсвіч» до Дивізіону 1 майже з першої спроби. Клуб був змушений грати в плей-офф, але воно закінчилося розчаруванням — поразкою за сумою двох матчів з «Чарльтон Атлетик». Ця поразка коштувала Фергюсону його роботи, і він згодом був замінений Джоном Дунканом.
«Іпсвіч» під керівництвом Дункана не показав ніяких ознак поліпшення, і лише послідовно закінчував сезон за сезоном у середині таблиці. Раді директорів незабаром це набридло, при видимій відсутності прогресу команди на полі, і Джон Дункан був звільнений у 1990 році.
Успіх під керівництвом Джона Лайолла
Після цього Рада директорів «Іпсвіч Таун» вирішила призначити менеджера, який мав великий досвід, в результаті чого в клубі з'явився Джон Лайолл, який свого часу досить успішно працював у «Вест Гем Юнайтед». Після непереконливого першого сезону, Лайолл повернув собі віру Ради в нього, коли він привів «Іпсвіч Таун» до Прем'єр-ліги, фінішувавши у статусі чемпіонів у сезоні 1991/92.
Після багатообіцяючого першої половини сезону в «Іпсвіча» були хороші перспективи отримати місце в Кубку УЄФА у новому сезоні. Однак команду після Різдва покинули ряд гравців, які «робили погоду» в першій половині сезону, і «Іпсвіч», розчарувавши своїх вболівальників, фінішував на 16-му місці. У наступному сезоні команда стала лише за одне місце в таблиці від зони вильоту. Робота Лайолла висіла на тонкій нитці, і, внаслідок низки невдалих результатів команди в лізі, він був звільнений у грудні 1994 року.
Назад на другий рівень англійського футболу
Потім «Іпсвіч» очолив Джордж Берлі. Він мав важке завдання — зберегти «Іпсвіч» в англійській Прем'єр-ліги. Зайве говорити, що він завершив катастрофічно свій перший сезон у клубі, який негайно вилетів до Першого дивізіону. Цей сезон був також значним, одним з найбільш статистично бідних в історії клубу. «Іпсвіч» виграв тільки 16 % матчів, а програв цілих 70 %. Нічого не могло бути гірше для Берлі. До його честі, він послідовно привів клуб до трьох плей-офф у Дивізіоні 1, хоча всі вони у підсумку закінчувалися поразкою.
Перший був в сезоні 1996/97, коли «Іпсвіч» зіграв 3-3 з «Шеффілд Юнайтед» за сумою двох матчів, але поступився за правилом виїзного гола. У наступному сезоні «Іпсвіч» програв 1:0 вдома і в гостях проти «Чарльтон Атлетик». У сезоні 1998/99 багато фанатів відчували, що третя спроба стане щасливою для «Трактористів». На жаль, знову було розбито багато фанатських сердець, оскільки «Іпсвіч» знову поступився за правилом виїзного гола «Болтону».
В результаті, не дивно, що фани «Іпсвіч Таун» трохи скептично ставилися до перспектив команди, коли «Трактористи» досягли плей-офф в четвертий раз поспіль, в сезоні 1999/2000. Однак, цього разу «Іпсвіч» був успішним в своєму прагненні повернути футбольну Прем'єр-лігу на «Портмен Роуд». У жорсткому матчі «Іпсвіч» в здолав «Барнслі» з рахунком 4:2.
Команда феноменально виступила у своєму першому сезоні після повернення до Прем'єр-ліги, зайнявши п'яту позицію, а також дійшовши до півфіналу Кубку Ліги в третій раз в історії. Сезон 2001/2002 приніс змішані почуття вболівальникам клубу. «Іпсвіч» знову бере участь у Кубку УЄФА, цього разу перемігши «Торпедо» з Москви і «Гельсінгборг», перш ніж відважно поступитися міланському «Інтеру» 4-2 за сумою двох матчів. На жаль, для «Іпсвіча», їх добра форма на євроарені не знайшла відображення у лізі, і команда вилетіла до Дивізіону 1, зайнявши за підсумками сезону скромне 18-е місце.
Виліт в Перший Дивізіон завдав серйозного удару по фінансах клубу, і Рада директорів була змушена прийняти «Іпсвіч Таун» до адміністрації. Завдячуючи системі Фейр-Плей від УЄФА, «Іпсвіч» був нагороджений ще одним сезоном у Кубку УЄФА, де врешті-решт команда вилетіла, поступившись 4-2 за сумою двох матчів «Словану» у другому раунді. «Іпсвіч» не найкращим чином розпочав сезон в Першому Дивізіоні, і Берлі був згодом звільнений у жовтні 2002 року.
Стабільність під керівництвом Джо Ройла
Джо Ройл став новим менеджером «Іпсвіч Таун» незабаром після відставки Берлі. Через пару сезонів колектив з «Портмен Роуд» отримав право на участь у плей-офф в сезоні 2003/04. Однак, незважаючи на перемогу з рахунком 1:0 над «Вест Гем Юнайтед» у домашньому матчі, «Іпсвіч» програв з рахунком 2:0 в «Аптон Парку», і серця уболівальників були розбиті ще раз.
Хоча «Іпсвіч» досяг плей-офф у наступному сезоні, клуб знову стикається з «Вест Гем Юнайтед». Як наслідок — знайомий результат — перемога «Вест Гема» 4-2 за сумою двох поєдинків. Друга поспіль поразка від «Молотобойців» серйозно вдарила по впевненості гравців, і команда зайняла лише 15 місце в наступному сезоні. Джо Ройл пішов у відставку зі своєї посади за взаємною згодою, і був замінений на легенду клубу Джима Меджілтона.

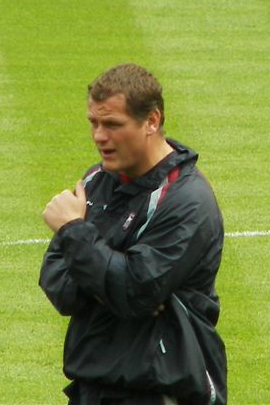
Джим Меджілтон

Меджілтон привів клуб на 14-е місце у своєму першому сезоні в лізі, після внесення ряду змін у граючий склад на «Портмен Роуд». Клуб розпочав сезон 2007/08 досить добре, і до самого кінця балансував на межі плей-офф. Варто також відзначити відмінні виступи команди на своєму полі у цьому сезоні — лише одна поразка в 23 поєдинках.
Сезон 2008/09 склався для «Трактористів» трохи гірше за попередній — 9-те місце. Нові інвестори клубу, незадоволені відсутністю прогресу, звільнили Меджілтона у квітні 2009 року.
Наступний чемпіонат «Іпсвіч» розпочав під керівництвом Роя Кіна, в минулому — знаменитого капітана «МЮ», котрий вже мав певний авторитет як тренер — в сезоні 2006/07 він вивів «Сандерленд» до Прем'єр-ліги. Але не сталося, як гадалося — хлопці з «Портмен Роуд» значну частину сезону провели у підвалинах турнірної таблиці Чемпіоншипу, і лише завдяки більш-менш вдалим результатам на фініші сезону піднялися на 15-те місце.

## Поточний склад
Станом на 30 квітня 2025
| №  | Поз. | Нац.      | Гравець             |
| -- | ---- | --------- | ------------------- |
| 1  | ВР   | Косово    | Аріянет Мурич       |
| 3  | ЗХ   | Англія    | Ліф Девіс           |
| 5  | ПЗ   | Єгипет    | Сем Морсі (капітан) |
| 6  | ЗХ   | Англія    | Лук Волфенден       |
| 7  | ПЗ   | Уельс     | Веслі Бернс         |
| 8  | ПЗ   | Англія    | Калвін Філліпс      |
| 9  | НП   | Парагвай  | Хуліо Енсісо        |
| 10 | НП   | Англія    | Конор Чаплін        |
| 12 | ПЗ   | Швеція    | Єнс Каюсте          |
| 13 | ВР   | Шотландія | Кіран Сіклер        |
| 14 | ПЗ   | Ірландія  | Джек Тейлор         |
| 15 | ЗХ   | Австралія | Камерон Берджесс    |
| 18 | ЗХ   | Англія    | Бен Джонсон         |
| 19 | НП   | Англія    | Ліам Делап          |
| 20 | НП   | Англія    | Омарі Гатчінсон     |

| №  | Поз. | Нац.      | Гравець          |
| -- | ---- | --------- | ---------------- |
| 21 | НП   | Ірландія  | Чідозі Оґбене    |
| 22 | ЗХ   | Англія    | Конор Таунсенд   |
| 23 | НП   | Ірландія  | Семмі Шмодікс    |
| 24 | ЗХ   | Англія    | Джекоб Грівс     |
| 25 | ПЗ   | Австралія | Массімо Луонго   |
| 26 | ЗХ   | Ірландія  | Дара О'Ші        |
| 27 | НП   | Шотландія | Джордж Гірст     |
| 28 | ВР   | Англія    | Крістіан Волтон  |
| 29 | НП   | Англія    | Джейден Філоджин |
| 31 | ВР   | Англія    | Алекс Палмер     |
| 33 | НП   | Уельс     | Нейтан Броудгед  |
| 40 | ЗХ   | ДР Конго  | Аксель Туанзебе  |
| 44 | ЗХ   | Англія    | Бен Годфрі       |
| 47 | НП   | Англія    | Джек Кларк       |

Британський поп-співак Ед Ширан, спонсор клубу та міноритарний акціонер, почесно отримав номер 17.

## Трофеї та досягнення
Перший дивізіон
- Чемпіон (1): 1961/62
- Срібний призер (2): 1980/81, 1981/82
- Бронзовий призер (3): 1974/75, 1976/77, 1979/80

Дивізіон 1 (Чемпіоншип)
- Чемпіон (3): 1960/61, 1967/68, 1991/92
- Срібний призер (1): 2023/24
- Бронзовий призер (3): 1998/99, 1999/2000, 2004/05
- Переможець плей-офф: 1999/2000

Третій Дивізіон (південь)
- Чемпіон (2): 1953/54, 1956/57

Кубок Англії
- Володар (1): 1977/78

Суперкубок Англії
- Фіналіст (2): 1962, 1978

Кубок Тексако
- Володар (1): 1973

Кубок УЄФА
- Володар (1): 1980/81

## Клубні рекорди

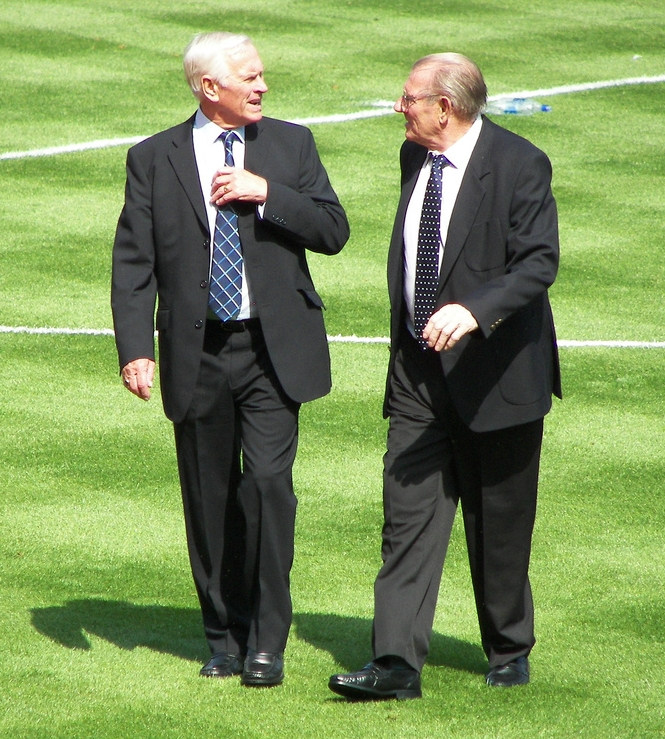
Тед Філліпс та Рей Кроуфорд на «Портмен Роуд»

Найбільша перемога у лізі: 7:0 (над «Портсмутом», Другий Дивізіон, 7 листопада 1964 року); (над «Саутгемптоном», Перший Дивізіон, 2 лютого 1974 року); (над «Вест-Бромвіч Альбіоном», Перший Дивізіон, 6 листопада 1976 року)
Найбільша кубкова перемога: 10:0 (над «Флоріаною», Кубок європейських чемпіонів, 25 вересня 1962 року)
Найбільша поразка: 1:10 (від «Фулхема», Перший Дивізіон, 26 грудня 1963 року)
Найбільше голів за сезон: 106 (Третій Дивізіон (південь), 1955/56)
Найкращий бомбардирський результат за сезон: Тед Філліпс (41, Третій Дивізіон (південь), 1956/57)
Найбільше голів за клуб: Рей Кроуфорд (203, 1958—1963 і 1966—1969 рр.)
Найбільше голів в одному матчі: 5 (Алан Брезіл в матчі проти «Саутгемптона», Перший Дивізіон, 16 лютого 1981)
Найбільше матчів за клуб: Мік Міллз (591, 1966—1982 рр.)
Найбільша одержана сума від трансферу: £ 12000000 (від «Сандерленда» за Коннора Вікема, червень 2011 р.)
Найбільша сплачена сума: £ 4750000 («Сампдорії» за Маттео Серені, липень 2001 р.)

## Прізвиська
Стосовно «Іпсвіч Таун» використовуються такі прізвиська: «Трактористи», а також «Сині».
Прізвисько «Трактористи», як це не дивно, придумали самі фани «Іпсвіча», що володіють відмінним почуттям гумору. Під час останнього підйому у вищий англійський дивізіон уболівальники «Іпсвіча» часто порівнювали свою команду з трактором, який мне на своєму шляху гламурні команди еліти. У цей час з'явилося багато кричалок про трактористів, що було самокритичним гумором, бо Іпсвіч — центр традиційно сільськогосподарського регіону. Комусь, як Метту Голланду, багаторічному капітану команди, воно подобалося, комусь, як легенді клубу і недавньому менеджеру Джиму Меджілтону, ні, бо викликало, за його словами, образ мужиків, що жують моркву. Але прізвисько прижилося і стало традиційним для «Іпсвіча».